# Eiland (Enkhuizen)

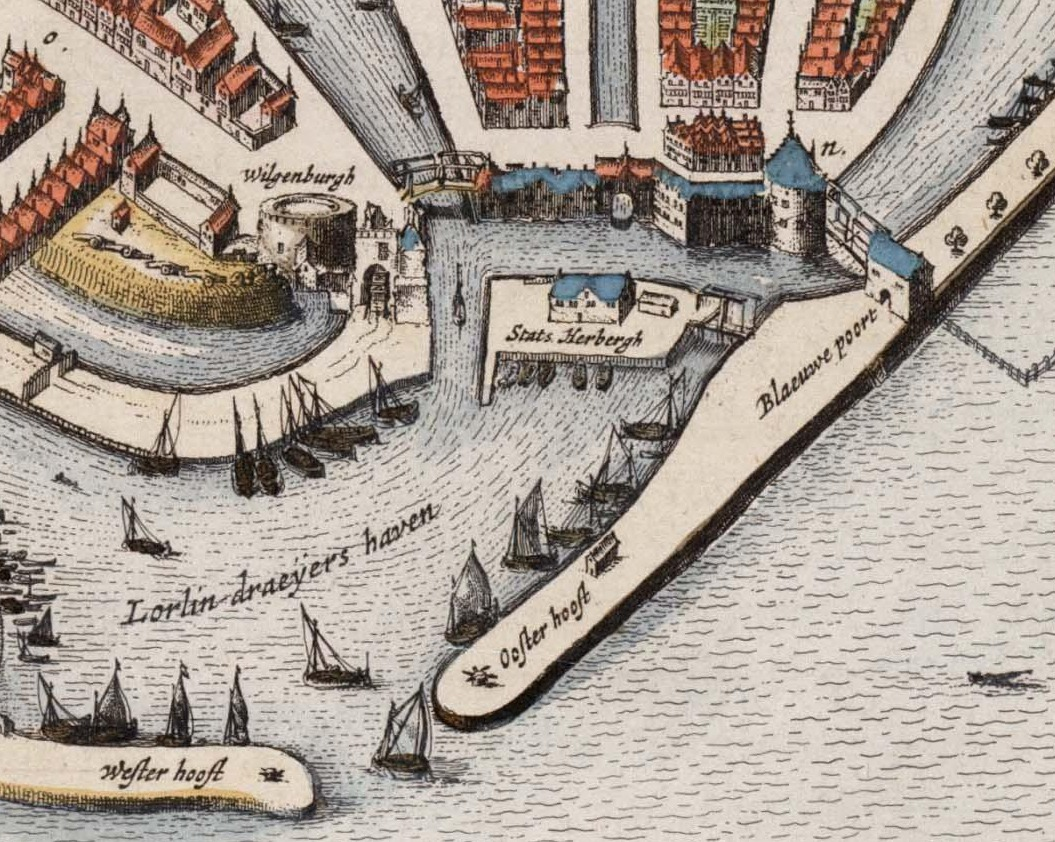
Deel van de haven van Enkhuizen in de 17e eeuw, met iets boven het midden het Eiland met de stadsherberg

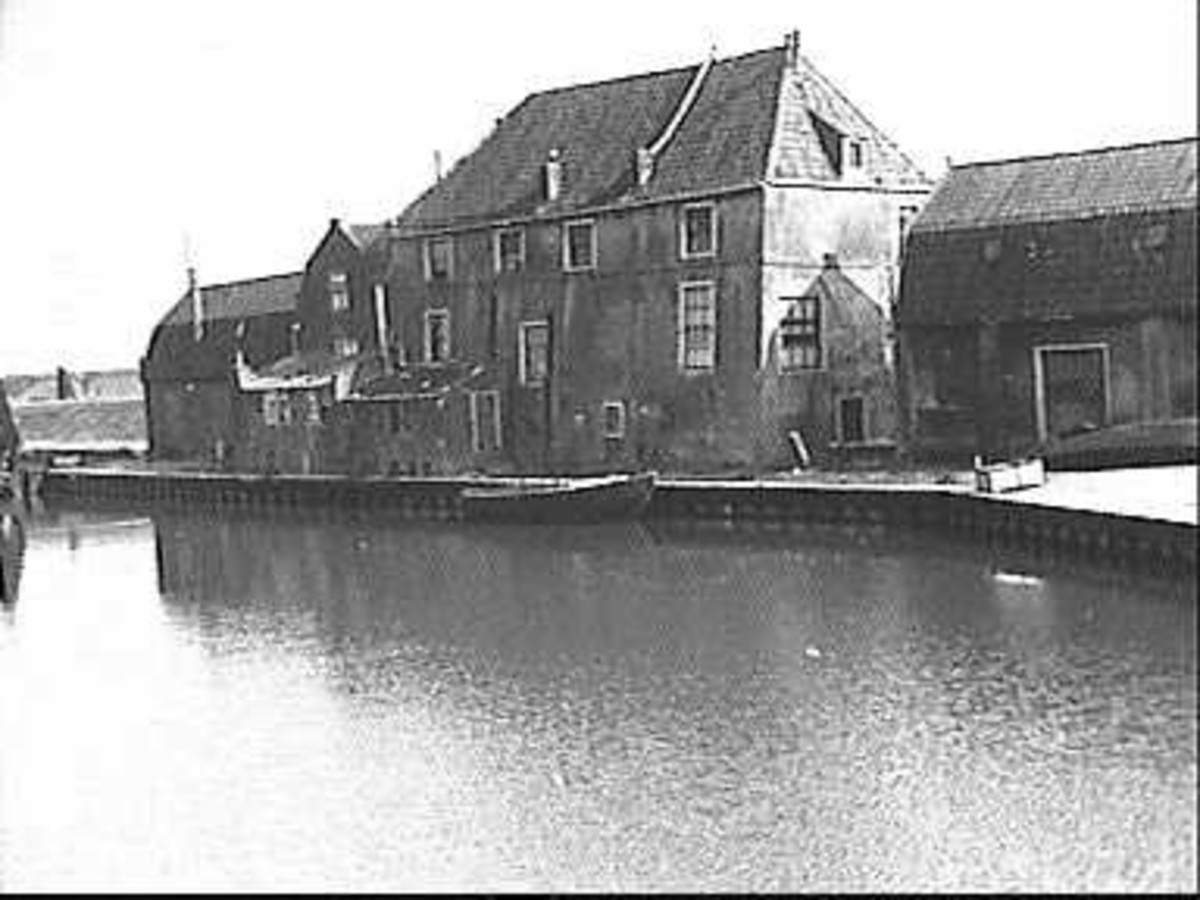
Voormalige stadsherberg in Enkhuizen in 1942

Het Eiland is een straat en buurtje in de haven van de Nederlandse plaats Enkhuizen. Oorspronkelijk was dit het eiland in de haven waarop de stadsherberg stond, nabij de Drommedaris en buiten de stadspoorten. Aan de oostzijde bevond zich een ophaalbrug die het eiland met een van de havenhoofden verbond. Dit werd later een vaste verbinding, en aan de westzijde kwam een sluis die het water van de Zuiderzee en de Buitenhaven scheidde van de binnenhavens.
De stadsherberg werd in 1958 afgebroken wegens bouwvalligheid. Tegenwoordig staan op de plaats van de stadsherberg enkele woonhuizen.
Straten: Bocht · Breedstraat · Eiland · Hoerejacht · Waaigat · Westerstraat · Wilhelminaplantsoen · Zuider Havendijk